# Сен-Мартен-Шато
Сен-Марте́н-Шато́ (фр. Saint-Martin-Château) — коммуна во Франции, находится в регионе Лимузен. Департамент коммуны — Крёз. Входит в состав кантона Руайер-де-Вассивьер. Округ коммуны — Обюссон.
Код INSEE коммуны — 23216.

## Население
Население коммуны на 2010 год составляло 159 человек.
| 1962 | 1968 | 1975 | 1982 | 1990 | 1999 | 2010 |
| ---- | ---- | ---- | ---- | ---- | ---- | ---- |
| 373  | 323  | 259  | 219  | 152  | 134  | 159  |

## Экономика
В 2010 году среди 95 человек трудоспособного возраста (15—64 лет) 59 были экономически активными, 36 — неактивными (показатель активности — 62,1 %, в 1999 году было 53,8 %). Из 59 активных жителей работали 46 человек (29 мужчин и 17 женщин), безработных было 13 (7 мужчин и 6 женщин). Среди 36 неактивных 10 человек были учениками или студентами, 16 — пенсионерами, 10 были неактивными по другим причинам.